# فرجينيا ميلر
فرجينيا ميلر (بالإنجليزية: Virginia Miller)‏ هي منافسة ألعاب القوى أمريكية، ولدت في 12 يناير 1979.

## روابط خارجية
- فيرجينيا ميلر على موقع الاتحاد الدولي لألعاب القوى (الإنجليزية)
- فيرجينيا ميلر على موقع اللجنة الأولمبية والبارالمبية الأمريكية (الإنجليزية)